# Maša & Lejla
Maša & Lejla, en español Maša y Lejla, es un dúo de pop femenino infantil de Montenegro creado en el año 2014 y seleccionado por la cadena de televisión RTCG para representar a Montenegro en su debut en el Festival de la Canción de Eurovisión Junior 2014 con la canción "Budi dijete na jedan dan" (Sé un niño por un día en español). Sus componentes son Maša Vujadinovic y Lejla Vulić.

## Maša Vujadinovic
Maša nació el 4 de octubre del año 2000 en Podgorica, Montenegro. Empezó a estudiar música con solo 6 años y poco después comenzó a practicar danza.
En 2013 participó en el programa de televisión X Factor Adria (la versión del concurso Factor X producida conjuntamente para Bosnia y Herzegovina, Macedonia, Serbia y Montenegro). Aunque inicialmente recibió críticas positivas por parte de los cuatro jueces (Kristina Kovač, Emina Jahović, Kiki Lesendrić y Željko Joksimović), no fue escogida para las finales en directo.
También participó en los festuvales de música "Naša radost" en 2008, 2009, 2010 y 2011; consiguiendo siempre el primer puesto salvo en 2009 que quedó en tercera posición.
En el año 2012 concursó en el festival infantil "Slavic Bazaar" celebrado en Vitebsk. Y en 2014 formó dúo junto a Lejla Vulić para representar a Montenegro en el Festival de la Canción de Eurovisión Junior 2014.

## Lejla Vulić
Lejla nació el 29 de junio del año 2002 en Miami, Florida (Estados Unidos), aunque actualmente vive en Kotor (Montenegro). Estudiar música y toca el violín y la guitarra.
Ha concursado en numerosos festivales de música, entre los que destacan Zlatna pahulja en el año 2009 y ``Naša radost`` en 2011. Además, en 2012 participó en el tradicional Carnaval de Kotor.Su talento para la poesía ha quedado demostrado con la publicación de algunas de sus creaciones en diversas revistas.
En el año 2014 formó dúo junto a Maša Vujadinovic para representar a Montenegro en el Festival de la Canción de Eurovisión Junior 2014.